# 鞄を持った男
鞄を持った男（L' Homme À Valise）は、1984年にキティレコードよりリリースされたミュージシャンのマーク・ゴールデンバーグのアルバム。多くの曲が広告制作会社CMランドが手がけたサントリーのCM曲、もしくはそれを原曲として構成されている。

## 収録曲
1. 鞄を持った男 - L' Homme À Valise
  - オリジナル曲
2. 窓辺にて - La Ventana
  - オリジナル曲
3. 風にたわむれ - The Wind In Your Hair
  - 1983年サントリーペンギンズバー「マサオさん」篇CM曲（別アレンジ）
  - フジテレビ系「めぞん一刻」挿入曲（第35話Bパート、第76話Bパート）
4. 漂泊者 - Castaways
  - 1984年サントリーローヤル「ファーブル」篇CM曲
5. ブルー・キッス - Blue Kiss
  - オリジナル曲
6. マイ・ハート - Coração
  - フジテレビ系「めぞん一刻」挿入曲（第35話Bパート、第51話Aパート）
7. オルフェ - Orpheus, No
  - 1983年サントリーローヤル「ガウディ」篇CM曲
8. ファントム・エンパイア - In The Phantom Empire
  - オリジナル曲
9. リターン・トリップ・タンゴ - Return Trip Tango
  - オリジナル曲
10. リトル・シバ - Little Sheba
  - オリジナル曲
11. 剣と女王 - Queen Of Swords
  - 1982年サントリーローヤル「ランボー」篇CM曲（別アレンジ）
  - フジテレビ系「めぞん一刻」挿入曲（第13話Bパート、第79話Aパート）
12. シャンゴ~春雷 - Xango
  - 1983年サントリー生ビール「ペンギンダンス」篇CM曲（別アレンジ）